# Ebro
El Ebro es un río del noreste de la península ibérica, el segundo más largo y caudaloso de esta, tras el Tajo y el Duero, respectivamente. Discurre enteramente por España. Entre los ríos que desembocan en el mar Mediterráneo, solo es superado en longitud por el Nilo.
Recorre el extremo nororiental de la península ibérica, a través del valle homónimo, situado en una depresión. Sigue una dirección noroeste-sureste desde su nacimiento en el municipio cántabro de la Hermandad de Campoo de Suso hasta el mar Mediterráneo, en el que desemboca formando el delta del Ebro, entre los términos municipales de Deltebre y San Jaime de Enveija, ambos en la provincia de Tarragona.
El río tiene una longitud total de 930 km y atraviesa diez provincias o comunidades uniprovinciales: Cantabria (donde nace), Palencia, Burgos, Álava, La Rioja, Navarra, Zaragoza, Huesca, Lérida y Tarragona (donde desemboca). Además, su cuenca hidrográfica también drena territorios de la Comunidad Valenciana (río Bergantes) y Castilla-La Mancha. Dos capitales  de comunidad autónoma, Logroño y Zaragoza, son bañadas por el río.
La cuenca hidrográfica del Ebro, con una superficie de 86 100 km², abarca territorios de España, Andorra y Francia.

## Toponimia

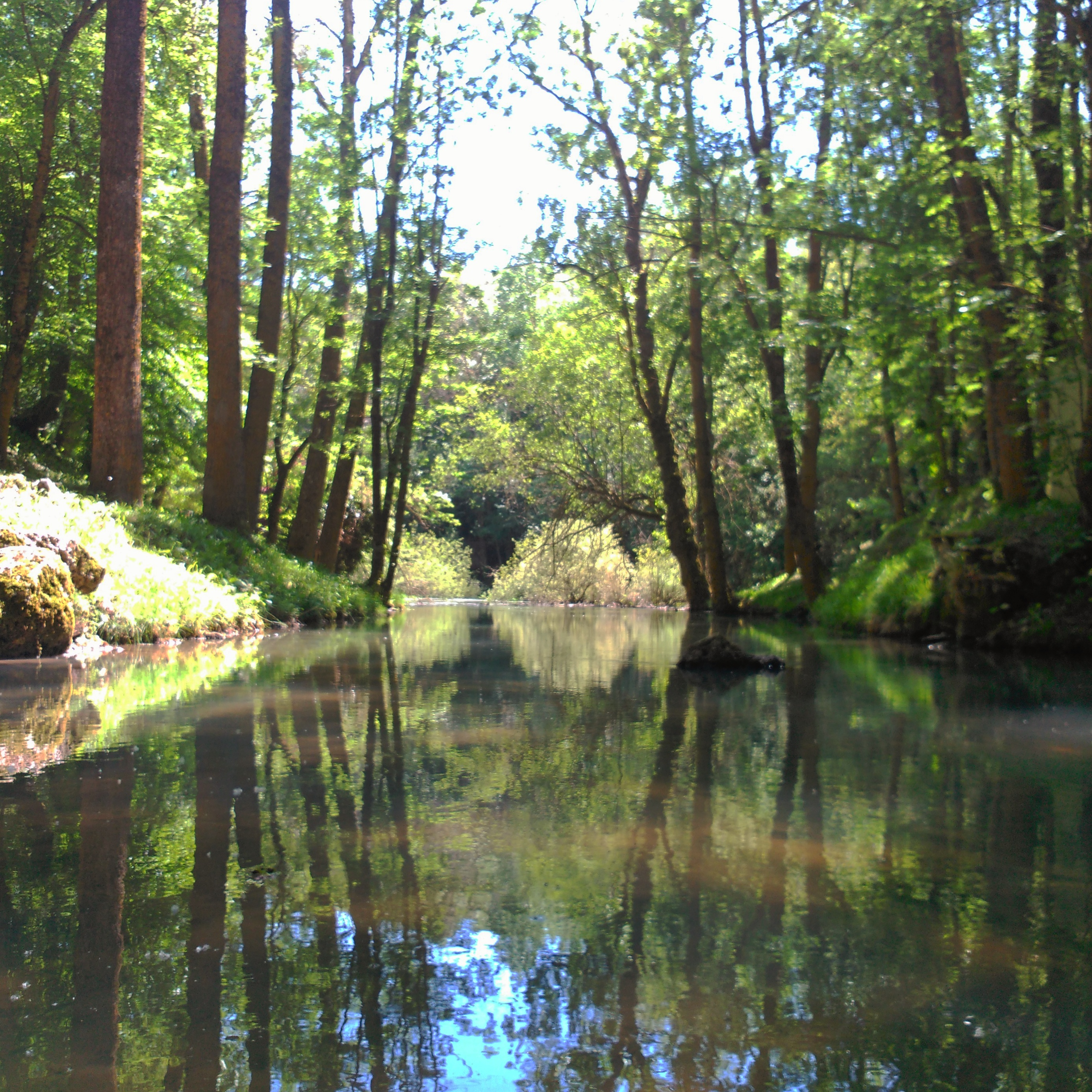
Las aguas del Ebro inmediatamente después de haber surgido del subsuelo, en su nacimiento tradicional.

Su nombre deriva del antiguo topónimo Hiber (Hiberus flumen), que da también nombre a la península ibérica y a los pueblos íberos, adaptación latina del término griego Ἴβηρ (Íber), que recogen las numerosas fuentes historiográficas griegas, que significaría ribera o margen del río. En efecto, colonos griegos se establecieron un poco más al norte hacia el 575 a. C. en la importante colonia de Ampurias (del griego antiguo Ἐμπόριον, que significa «mercado» o «almacén comercial») en la actual Gerona. De ahí que el término de Iberia originalmente deriva del nombre mismo del río Ebro.

## Recorrido
Tradicionalmente se ha considerado que el Ebro nace en Fontibre (del latín Fontes Hiberis o fuentes del Ebro), manantial situado a 880m s. n. m. en la Hermandad de Campoo de Suso, en Cantabria.

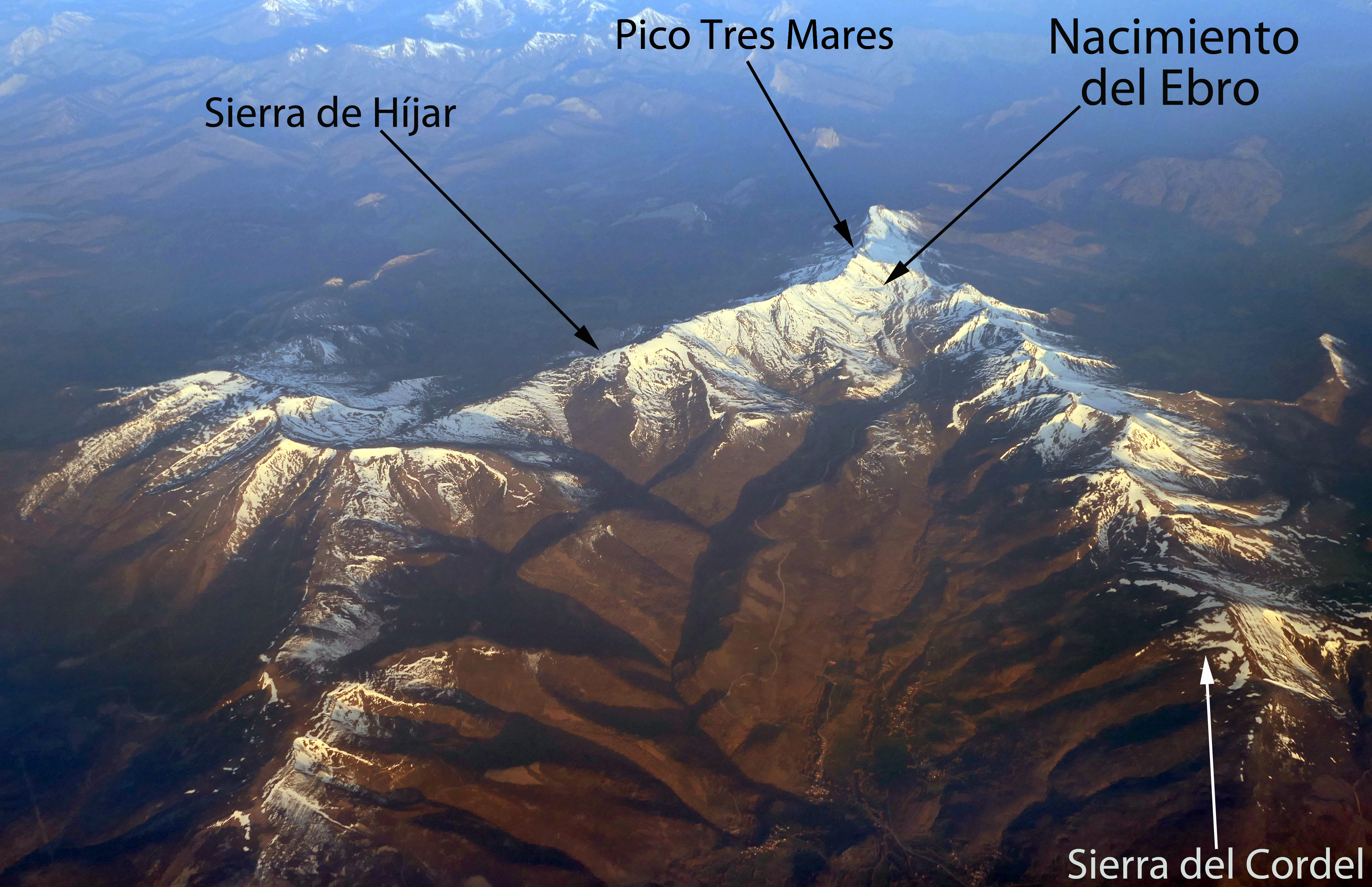
Vista aérea de la Sierra de Híjar donde nace el Ebro.

Sin embargo, las sospechas que fijaban el origen del Ebro en las fuentes del río Híjar en el circo de Pico Tres Mares (43°02′27″N 4°23′39″O / 43.040785, -4.394038) a 1880 m de altitud, se convirtieron en evidencia en 1987 cuando un estudio llevado a cabo por el Instituto Geológico y Minero de España demostró que las aguas que manan del Pilar de Fontibre proceden casi en su totalidad del Híjar, tras filtrarse en el subsuelo en las inmediaciones de Paracuelles. Este hecho pudo ser verificado tras verter fluoresceína en el lecho del mencionado río en el lugar en el que se observa una gran pérdida de caudal –a unos 2000 metros al oeste de Fontibre– y comprobar que, pasadas 32 horas, reaparecía el agua teñida en la Fuentona. Las mediciones de caudal demostraron además, que la pérdida de caudal del Híjar medida en Paracuelles, era muy similar al caudal medido en el manantial de Fontibre. Dicho estudio aporta además material gráfico que demuestra la resurgencia del agua teñida en Fontibre. Otras teorías o «creencias populares» se han mostrado hasta el momento vacías de todo fundamento o apoyo científico.[cita requerida]
El Ebro transcurre por el valle de Campoo y la localidad cántabra de Reinosa, abandonando Cantabria por el municipio de Valderredible y entra en Palencia por el municipio de Berzosilla concretamente en una de sus tres pedanías, Báscones de Ebro, y entrando al norte de la provincia de Burgos por el Cañón del Ebro que da origen al Parque natural de Hoces del Alto Ebro y Rudrón. Continúa por la comarca de Las Merindades y termina su andadura por la provincia en Miranda de Ebro. Saliendo de la provincia de Burgos hace su entrada en la de Álava y posteriormente en la comunidad autónoma de La Rioja por Las Conchas, lugar donde antiguamente se formaba la laguna de Bilibio al quedar el río bloqueado por los Montes Obarenes. El río continúa su curso entre amplios meandros por los municipios de Briñas, Haro, Labastida, Briones, San Vicente de la Sonsierra, Elciego, Cenicero, Fuenmayor y Oyón para llegar a Logroño. Desde allí forma el límite territorial entre La Rioja y Navarra pasando por las localidades de Viana, Agoncillo, Arrúbal, Mendavia, Sesma, Lodosa, Alcanadre, Sartaguda, Pradejón, Calahorra, Andosilla, San Adrián, Azagra, Aldeanueva de Ebro, Rincón de Soto, Funes, Milagro, Villafranca, Cadreita y Alfaro. Tras esta última localidad abandona La Rioja y entra definitivamente en Navarra, bañando los municipios de Castejón, Valtierra, Tudela, Cabanillas, Ribaforada, Fustiñana, Buñuel y Cortes hasta adentrarse en Aragón, donde baña las localidades de Novillas, Gallur,  Boquiñeni, Luceni, Remolinos, Alagón, Torres de Berrellén, Casetas, Utebo, Monzalbarba, Zaragoza, Pastriz, El Burgo de Ebro, Alfajarín, Fuentes de Ebro, Pina de Ebro, Quinto, Gelsa, Velilla de Ebro, La Zaida, Alforque, Cinco Olivas, Alborge, Sástago, Escatrón, Chiprana, Caspe y Mequinenza. Por último llega a Cataluña atravesando Ribarroja de Ebro, Flix, Ascó, Mora la Nueva, Mora de Ebro, Tivisa, Miravet, Benifallet, Tivenys, Cherta, Aldover, Tortosa, Amposta, La Aldea, San Jaime de Enveija y Deltebre.

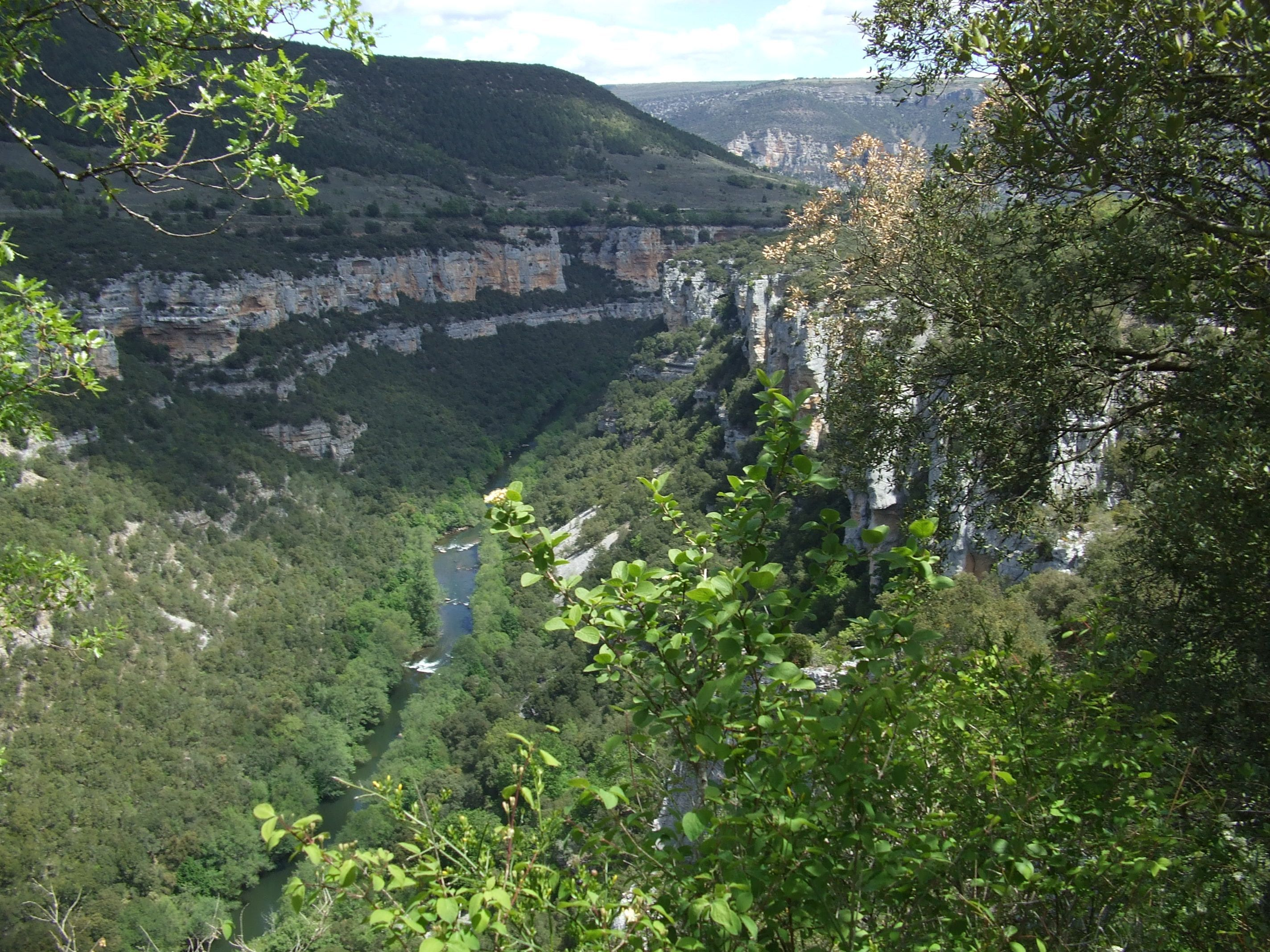
Cañón del río Ebro a su paso por el parque natural de Hoces del Alto Ebro y Rudrón.

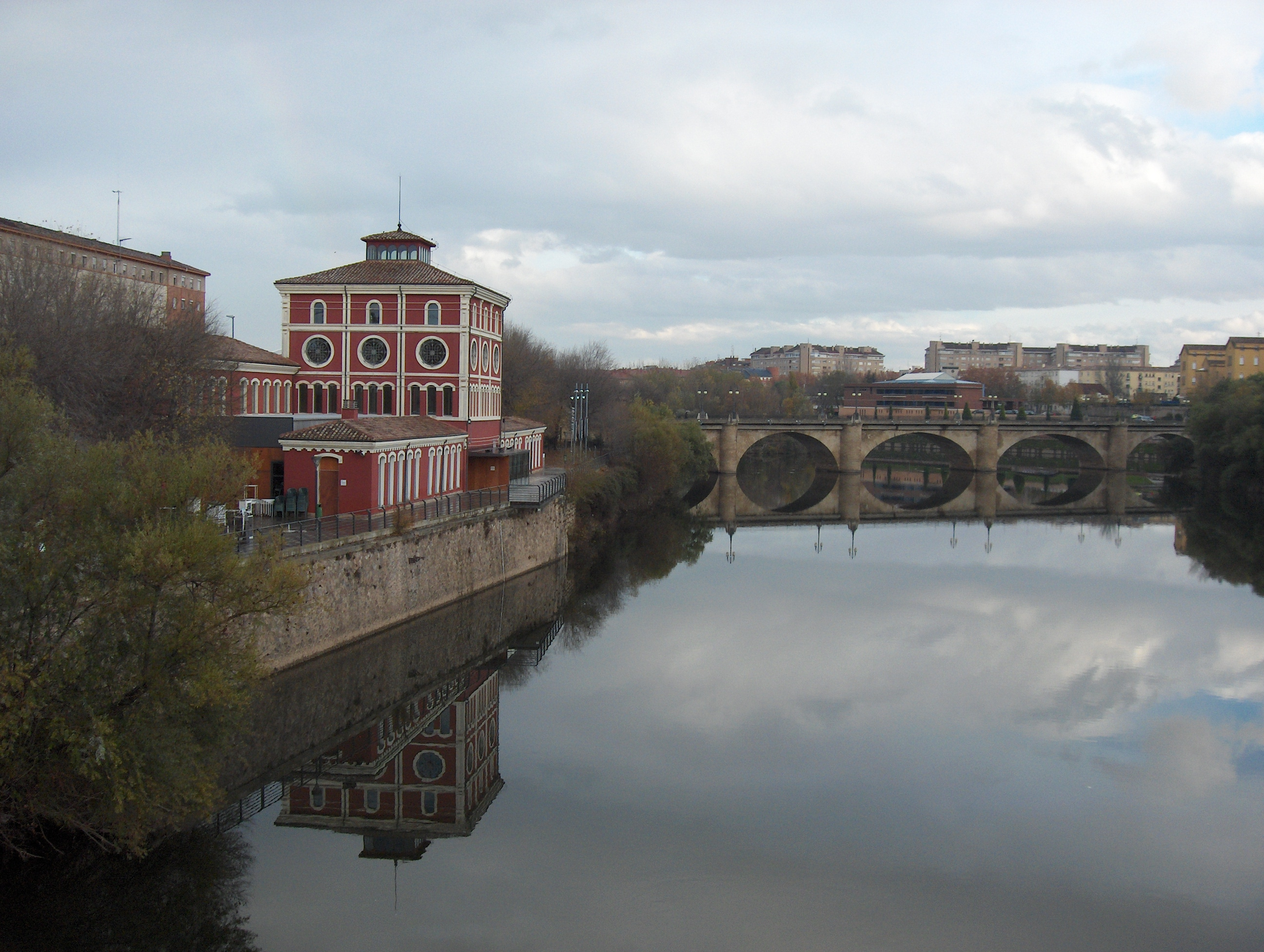
El Ebro a su paso por Logroño.

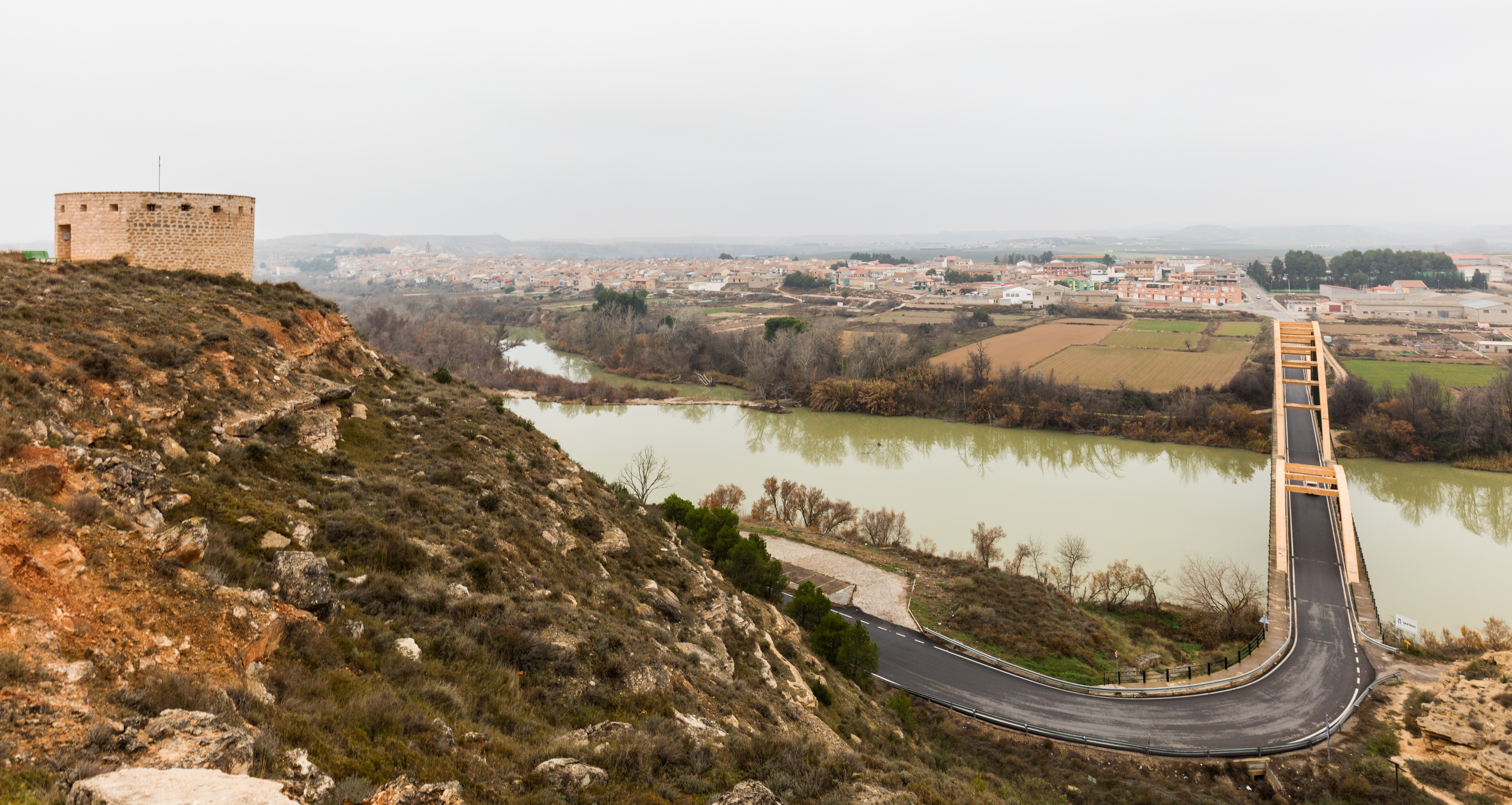
Torre del Tambor y puente sobre el Ebro en la localidad zaragozana de Sástago.

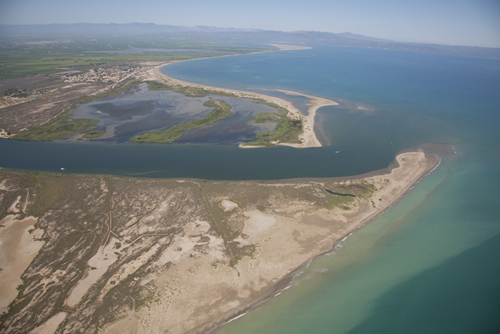
Fotografía aérea del Ebro en su tramo final desembocando al Mediterráneo por el delta del Ebro.

Desemboca en el mar Mediterráneo, a la altura de Deltebre, en la provincia de Tarragona, en forma de delta, ocupado en su mayor parte por la isla de Buda, que divide la corriente en dos brazos principales, denominadas Golas Norte y Sur.
El 20 por ciento de la superficie de este delta se encuentra protegido legalmente a través del parque natural del Delta del Ebro, localizado en el entorno de Tortosa, Amposta y San Jaime de Enveija. Este espacio natural fue creado en 1983 por la Generalidad de Cataluña y constituye la zona húmeda más importante de Cataluña, con una superficie total de 7802 hectáreas.
El 80% restante del delta corresponde a suelos urbanos y agrícolas, con especial mención a los campos de arroz, que se extienden a lo largo de 21 000 hectáreas.
Uno de los primeros monasterios cistercienses en España, el Real Monasterio de Nuestra Señora de Rueda, se localiza en los bancos del Ebro en la localidad zaragozana de Sàstago Aragón.

## Cuenca hidrográfica

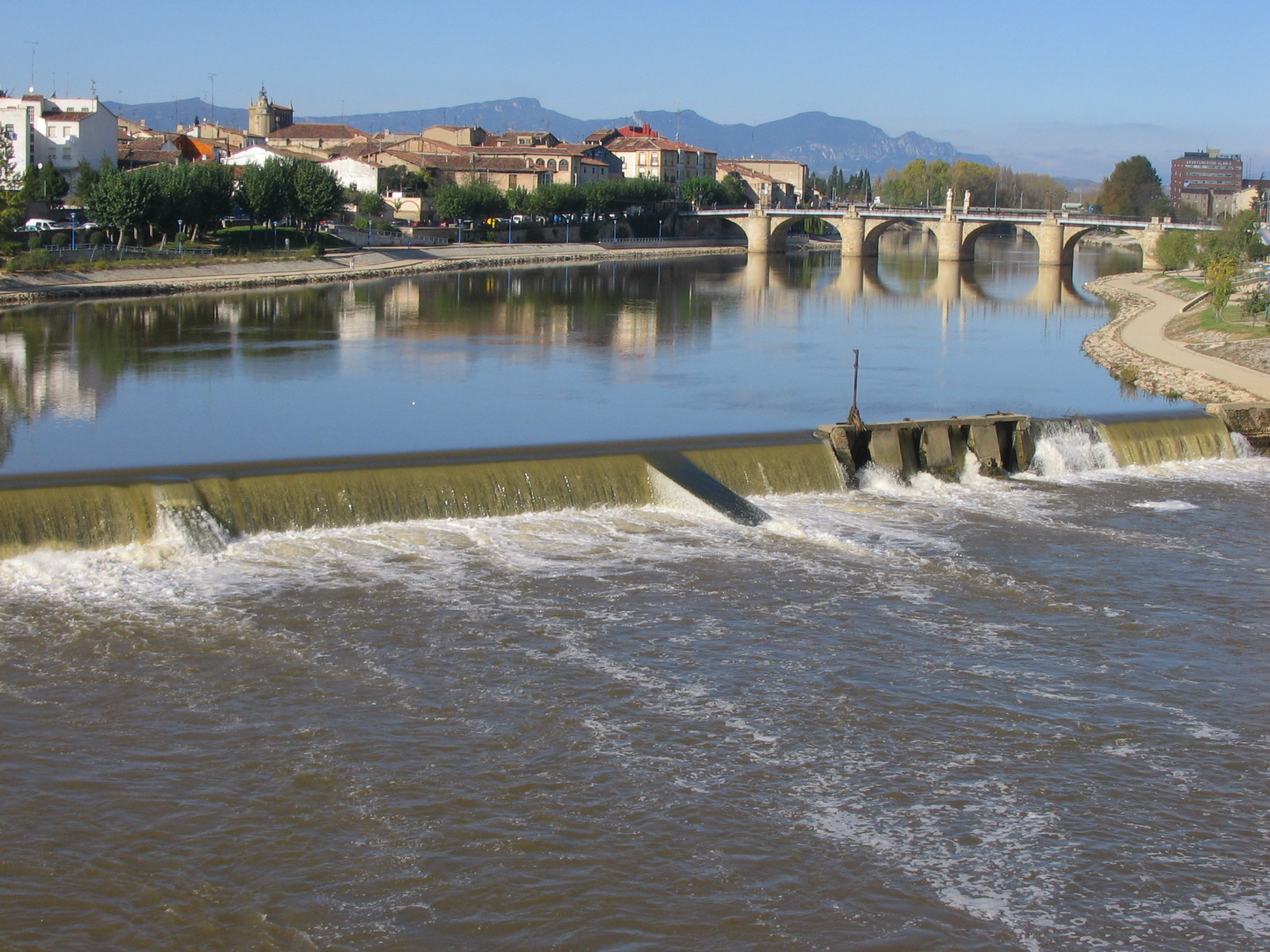
El Ebro, a su paso por Miranda de Ebro (Burgos).

La cuenca hidrográfica de este río, de forma triangular, queda delimitada, al norte, por la cordillera Cantábrica y los Pirineos; al oeste y al sur, por el sistema Ibérico. Al este se sitúan las cordilleras Costero Catalanas y el mar Mediterráneo.
Su origen geológico se encuentra en el plegamiento de los sedimentos exteriores de la península ibérica, lo que dio lugar a dos cordilleras de tipo alpino (los Pirineos y los sistemas Béticos). En compensación, se produjo el hundimiento de dos amplias zonas, el valle del Ebro y el valle del Guadalquivir, invadidos por el mar.
La cuenca del Ebro ocupa una superficie de 85 362 km², que se distribuyen en un 0,52 % (445 km²) por Andorra, en un 0,58 % (503 km²) por Francia y en un 98,8 % (84 414 km²) por España.

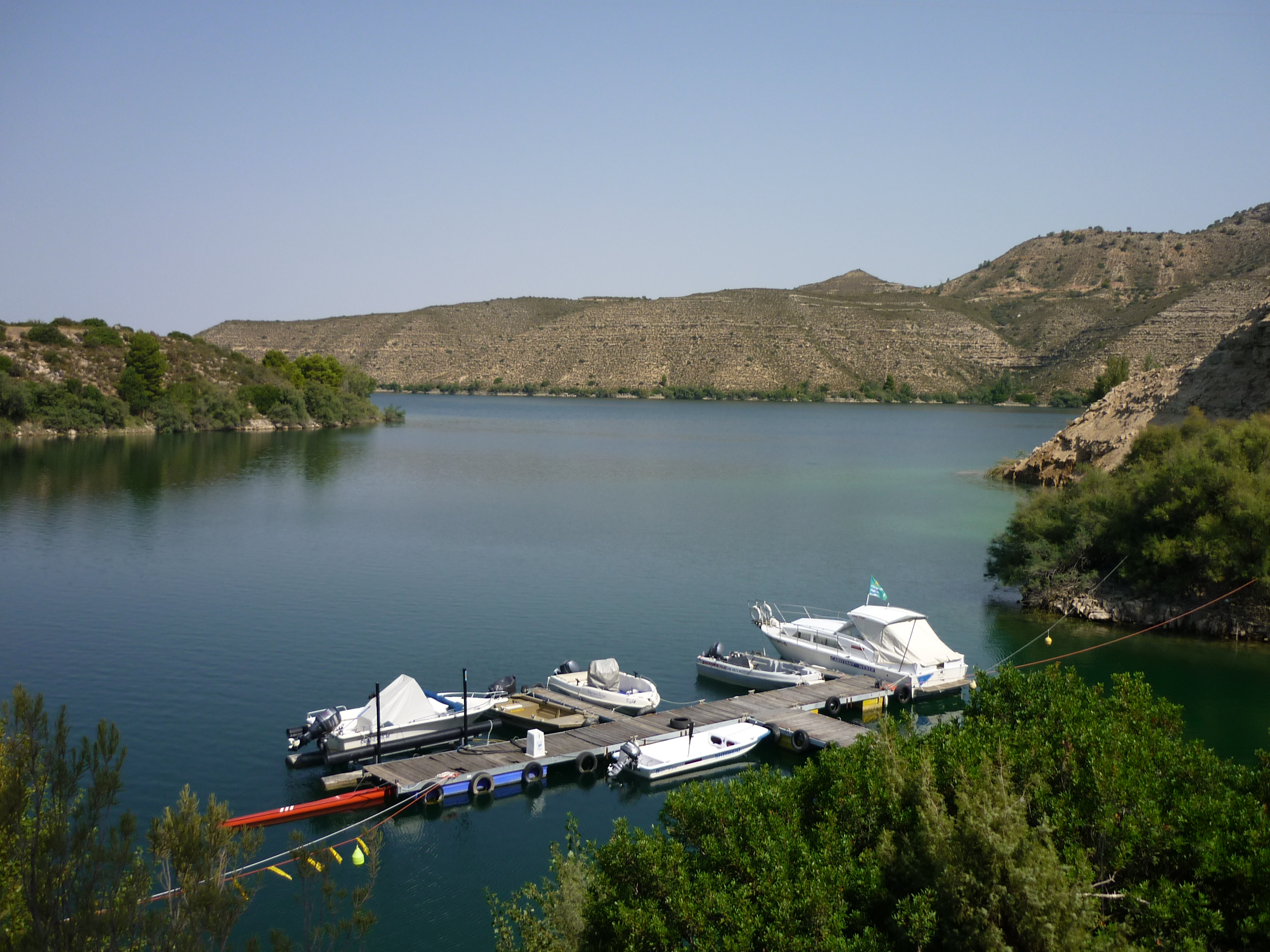
El Ebro a su paso por Mequinenza.

Supone el 17,3 % del territorio peninsular español y en ella se integran, total o parcialmente, las comunidades autónomas de Cantabria, Castilla y León, País Vasco, Castilla-La Mancha, La Rioja, Navarra, Aragón, Cataluña y la Comunidad Valenciana.
Está atravesada por numerosas corrientes que, consideradas globalmente, suman 12 000 km de cauce, de los cuales 930 corresponden al Ebro. Sus afluentes principales presentan un recorrido total de 347 km, según datos de la Confederación Hidrográfica del Ebro.
Este organismo, que depende del Ministerio de Medio Ambiente, se encarga de su regulación. El aporte superficial estimado se cifra en un promedio de 18 217 hm³, con máximos de 29 726 hm³ y mínimos de 8393 hm³.
En la cuenca del Ebro habitan 2 767 103 personas (año 1998). Su núcleo de población más destacado es la ciudad de Zaragoza, con 674 317 habitantes (2009).

## Régimen hidrológico

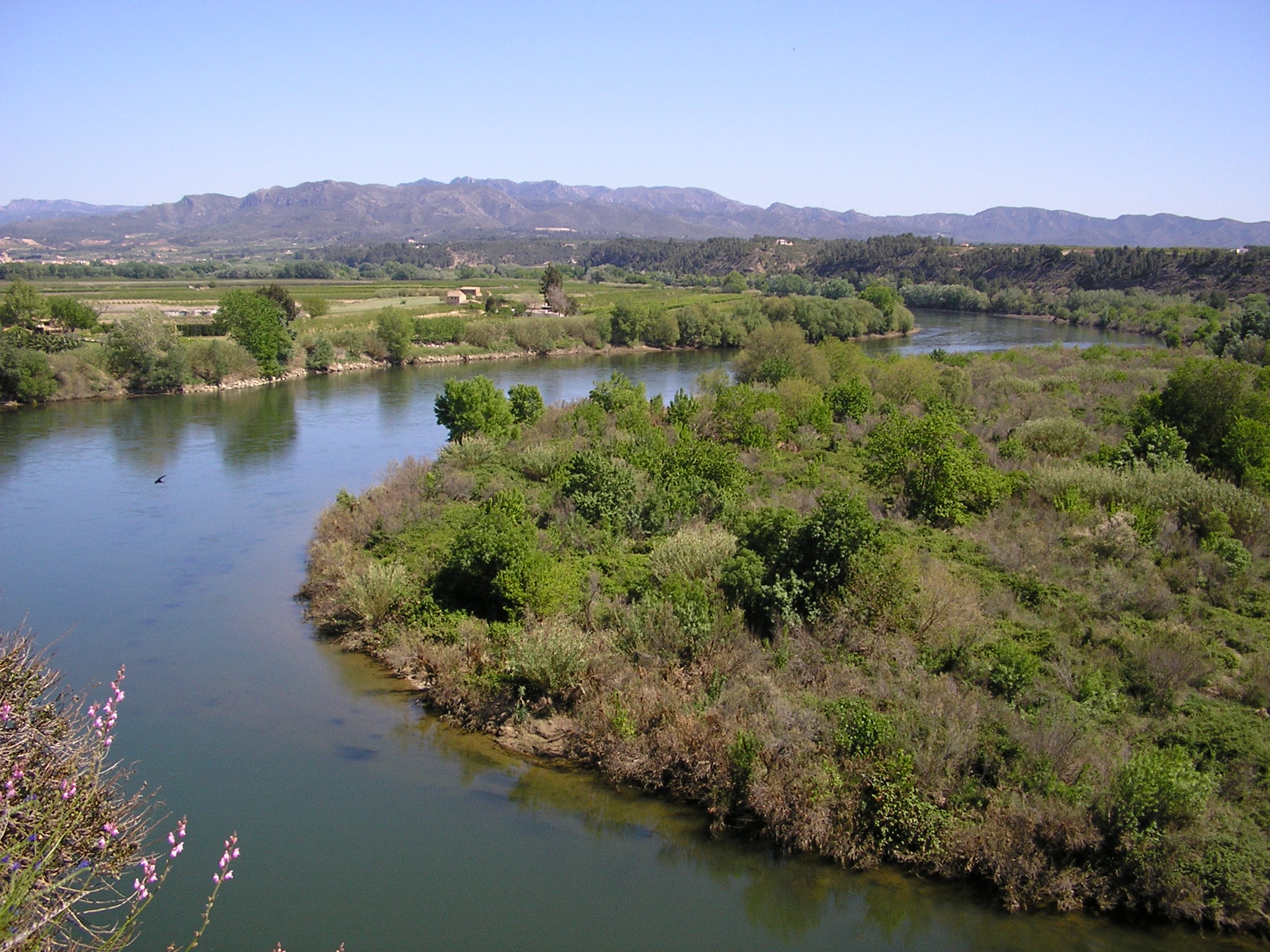
El Ebro, a su paso por Miravet (Tarragona).

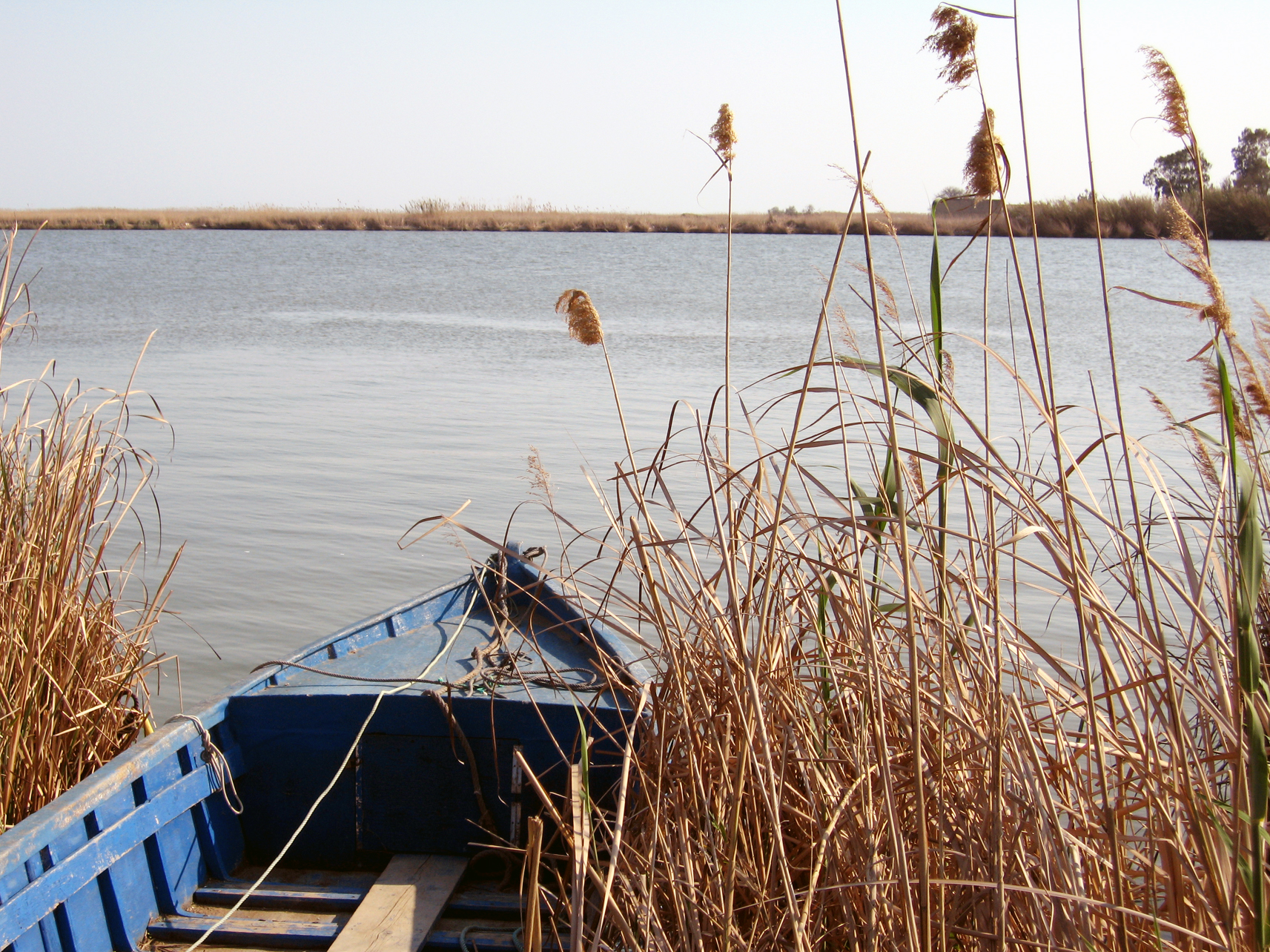
Desembocadura del Ebro.

El Ebro es un río caudaloso, pero de carácter irregular. A finales del verano tiene fuertes estiajes en toda la cuenca llegando a llevar incluso una décima parte de su caudal medio.
La irregularidad del Ebro es tal que en Tortosa ha llegado a tener un caudal de 32 m³/s en periodo de sequía y se llegó a los 23 484 m³/s en la crecida del 23 de octubre de 1907, cuando el río alcanzó los 9,95 m de altura, solamente superados por los 10,05 m de 1787 (caudales hoy imposibles debido a la regulación que ejercen los embalses de Mequinenza y Ribarroja), el Ebro un mes puede aportar al mar 440 hm³ y otro mes 2896 hm³ o en un año puede aportar 3811 hm³ y otro año puede aportar 26 134 hm³/
En su curso alto se han llegado a superar los 1500 m³/s en Miranda de Ebro y en el curso medio destacan los aforos de Castejón con un máximo en 1961 de 4950 m³/s.
Durante el invierno presenta un estiaje secundario, producto de las nevadas en gran parte de su cuenca, ya que su régimen es pluvio-nival, acumulando grandes reservas hídricas en los Pirineos y, en menor medida, en la cordillera Cantábrica y en el sistema Ibérico.
El Ebro sufre sus crecidas más frecuentes en la estación fría, de octubre a marzo, aunque a veces se prolongan en el tramo final hasta mayo; las de estación fría suelen estar ligadas al régimen pluvial oceánico, mientras que las ocurridas en primavera son fruto de la fusión de la nieve de los Pirineos. Los estiajes se producen en verano: de julio a octubre, en Miranda de Ebro y de fines de agosto y primeros de septiembre en Tortosa.
En las crecidas tienen un papel más importante los afluentes de la margen izquierda, especialmente los ríos Zadorra, Ega, Arga y Aragón, por lo que las puntas de crecida más elevadas se dan en Castejón, en la ribera navarra, aunque también afectan con intensidad a las riberas de Zaragoza.
El curso bajo actualmente está regulado por los pantanos de Ribarroja y Mequinenza por lo que el régimen está alterado. No obstante, se pueden producir crecidas por el deshielo de los importantes afluentes pirenaicos, tales como el Segre, el Cinca, el Noguera Pallaresa y el Noguera Ribagorzana, o como consecuencia de las depresiones aisladas en niveles altos (DANA) de otoño por la aportación de las ramblas y afluentes de su curso bajo.
En cualquier caso, el problema de las inundaciones y desbordamientos se ciñe hoy en día al tramo medio del Ebro, que sigue sufriendo las consecuencias de sus riadas.
Las aguas del Ebro se aprovechan en numerosos puntos para el regadío, a través de diferentes canales, como el Imperial, el de Lodosa y el de Tauste. En el tramo final se encuentran los canales de la izquierda y de la derecha del Ebro que nacen en el azud de Xerta y riegan huertas y los extensos arrozales del delta.
Su cauce está regulado por los embalses del Ebro, Sobrón, Mequinenza, Ribarroja y Flix. Estos embalses, especialmente Mequinenza, hacen que en la actualidad tanto el delta, como las playas de la costa levantina, sufran un fenómeno de regresión, ya que retienen los sedimentos que deberían llegar a la desembocadura.

### Caudal del Ebro

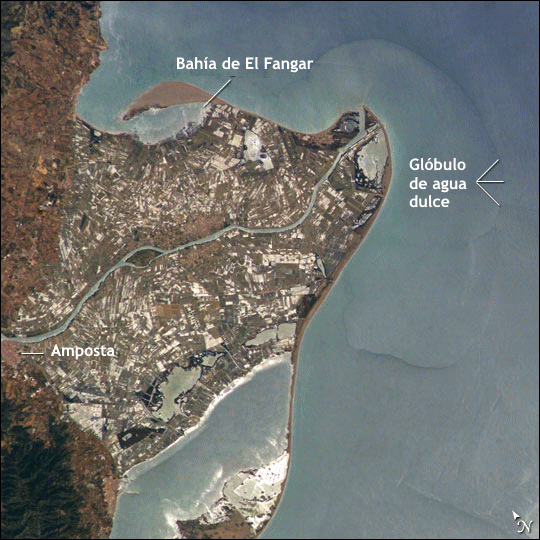
Fotografía satélite del Delta del Ebro.

La evolución del caudal del Ebro en Tortosa, en el periodo 1960-2008, es la siguiente:
| Década de los 1960          | 18 286,7 hm³/año. |
| Década de los 1970          | 15 507,7 hm³/año. |
| Década de los 1980          | 9574,1 hm³/año.   |
| Década de los 1990          | 8253,8 hm³/año.   |
| Media del periodo 2000-2008 | 8832 hm³/año.     |

### Caudal ecológico del Ebro
El PHN de 2001 recogía un caudal ecológico para el Ebro en su desembocadura de 135 m³/s (3150 hm³ anuales), en 2004 los estudios preliminares el nuevo PHN reconocía los graves problemas del delta y la necesidad de ampliar el caudal ecológico al menos hasta los 4150 hm³ anuales. A propuesta de CiU, se planteó la opción de que se reservara un caudal ecológico de 150 m³/s (4800 hm³ anuales), con posterioridad, la recomendación de la UE, a petición del Gobierno de España y con el respaldo de alcaldes del delta del Ebro, fue la de doblar esa propuesta inicial hasta los 300 m³/s, lo que supondría reservar un caudal ecológico de 9600 hm³ y más recientemente en 2008 la comunidad científica propuso fijar un caudal ecológico variable que se adapte a la irregularidad hídrica natural del propio río, estos caudales serían, 12 783 hm³ para años de régimen húmedo, 9691 hm³ para régimen medio y 7305 hm³ para régimen seco.

### Crecidas

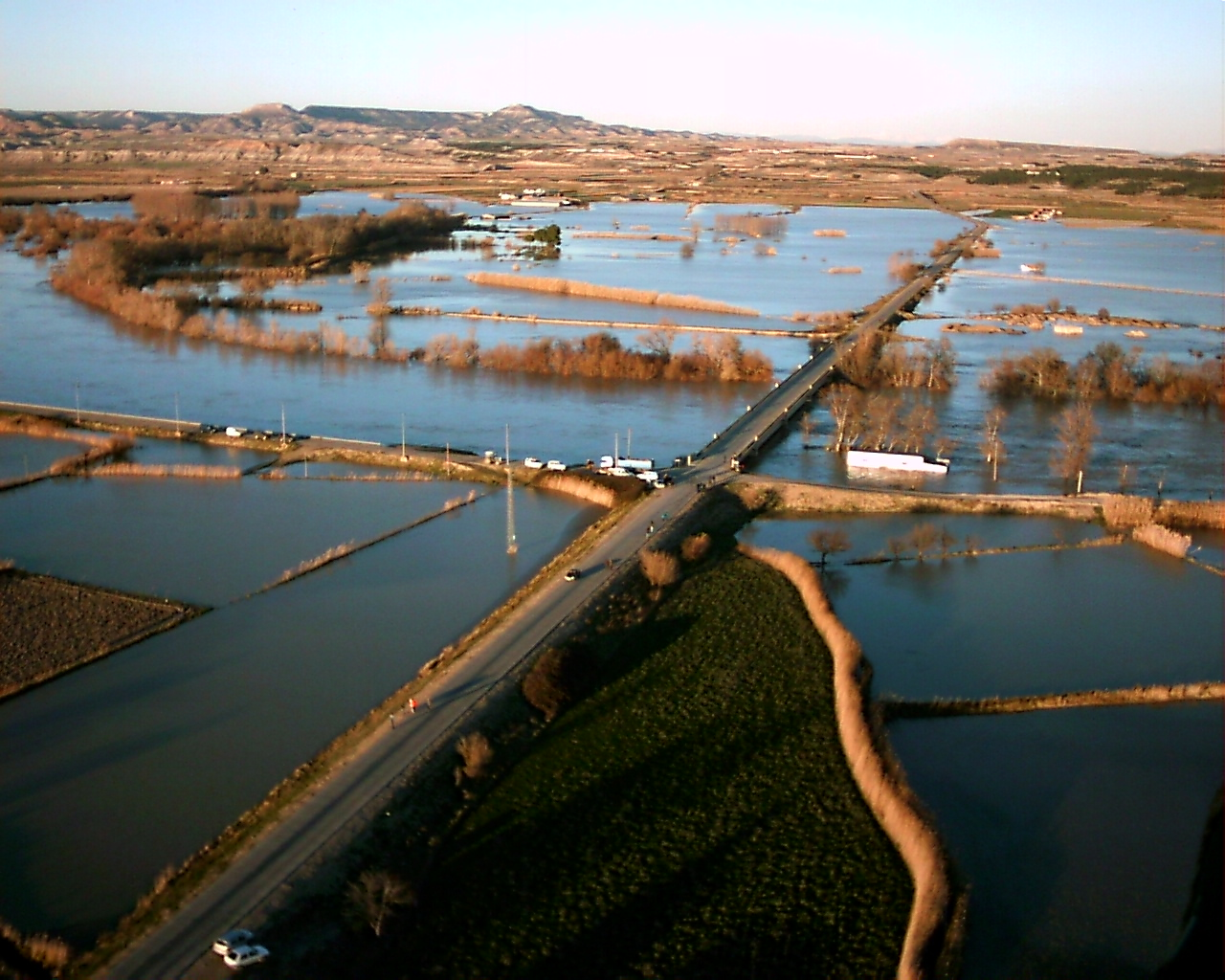
Crecida del Ebro a su paso por Novillas (Zaragoza). 6 de febrero de 2003.

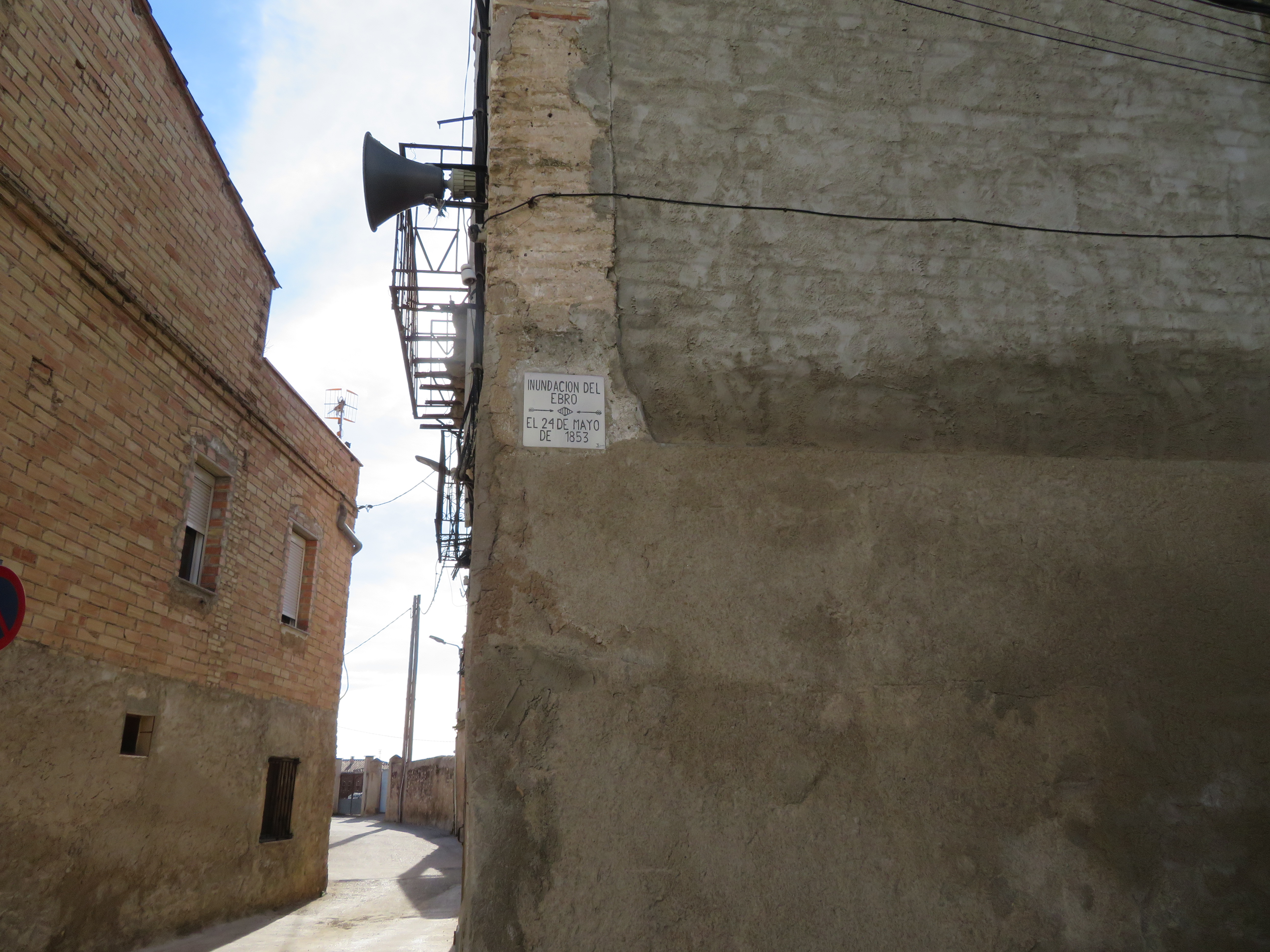
Inundación de Aldover, altura del nivel del agua por la crecida del río Ebro de mayo de 1853

En el curso alto y medio del río la mayor parte de las crecidas se dan en los meses de invierno, tras nevadas en cotas bajas y posterior deshielo. Juegan un papel importante los afluentes procedentes de Álava y Navarra: Zadorra, Ega y el Aragón debido al Arga y al Irati, así como el mismo Ebro en Cantabria, Burgos y La Rioja por las aportaciones del Nela y el Trueba. Por tanto el pico de crecida máximo se suele dar entre Castejón y Tudela y a partir de ahí va atenuándose el caudal ya que los afluentes de la margen derecha no presentan crecidas importantes, al menos, de forma simultánea a las del propio Ebro, bien por su menor cuenca, como sucede con los ríos riojanos, bien por ser zonas poco lluviosas como las cuencas del Jalón y el Jiloca. Otros ríos de la margen izquierda como el Gállego o el curso alto del Aragón están relativamente bastante reguladas por los embalses. La reducción del caudal máximo por desbordamientos en el valle aluvial es causa también de la laminación del caudal entre Castejón-Tudela y Zaragoza.
En los últimos años la mayor crecida en la cuenca alta y media del Ebro fue la de enero y febrero de 2015. Los caudales en los distintos puntos de aforo, según la Confederación Hidrográfica del Ebro, fueron::
- Palazuelos: 930 m³/s 10,17 m;
- Miranda de Ebro: 1025 m³/s 6,95 m;
- Logroño: 1550 m³/s 5,40 m;
- Mendavia: 1283 m³/s 5,49 m;
- Tudela: 2582 m³/s 5,85 m;

En Zaragoza se considera una crecida extraordinaria cuando el Ebro supera los 1600 m³/s; lo que supone más de 4,5 metros de profundidad. Las principales avenidas medidas en la capital aragonesa, con una cuenca vertiente de 40 400 km²: por los pontoneros del ejército desde finales del siglo XIX y más tarde por la Confederación hidrográfica del Ebro son:
- Marzo de 1888: 3760 m³/s;
- Enero de 1891: 3250 m³/s;
- Febrero de 1892: 3790 m³/s;
- Enero de 1895: 3118 m³/s;
- Marzo de 1930: 3600 m³/s;
- Diciembre de 1930: 3000 m³/s;
- Octubre de 1937: 3000 m³/s;
- Enero de 1941: 4000 m³/s;
- Febrero de 1952: 3260 m³/s;
- Enero de 1961: 4130 m³/s;
- Noviembre de 1966: 3154 m³/s;
- Febrero de 1978: 3154 m³/s;
- Enero de 1981: 2940 m³/s;
- Diciembre de 1992: 2301 m³/s;
- Diciembre de 1993: 2132 m³/s;
- Enero de 1997: 2004 m³/s 4,63 m;
- Febrero de 2003: 2237 m³/s 4,76 m;
- Marzo de 2015: 2448 m³/s 6,10 m;
- Abril de 2018: 2037 m³/s 5,36 m;
- Diciembre de 2021: 2118 m³/s 5,52 m;

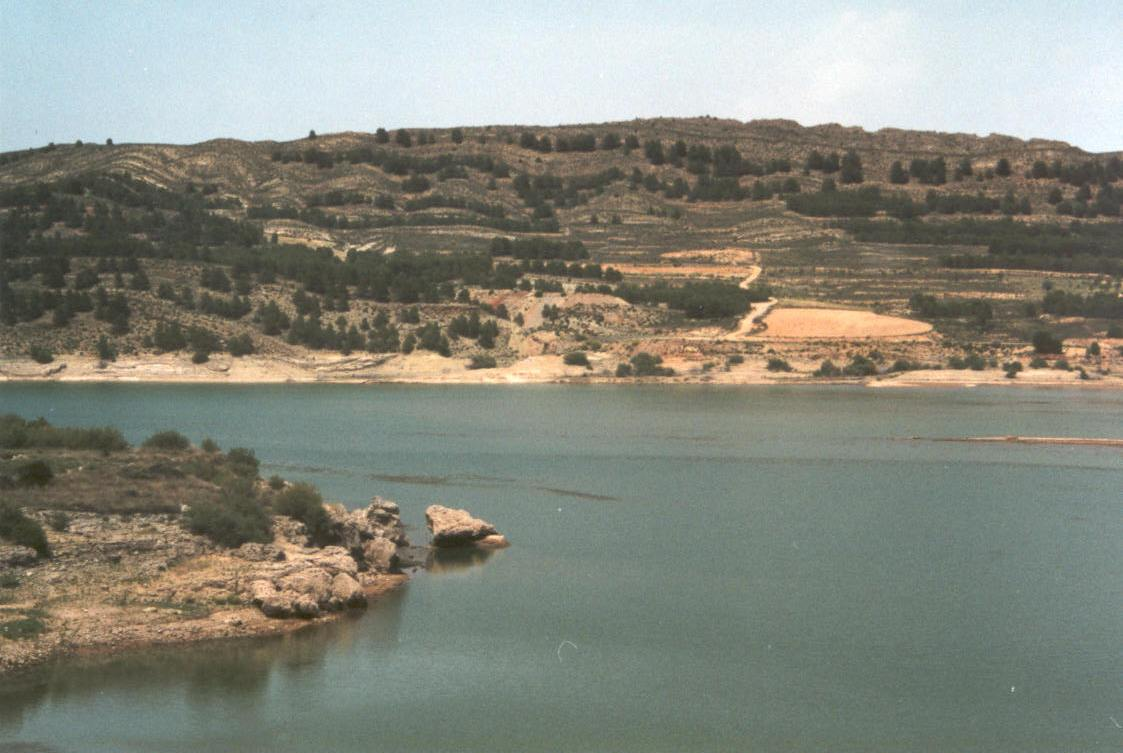
Embalse de La Tranquera en el río Piedra, afluente del Jalón en la cuenca del Ebro.

En el curso bajo las crecidas históricamente han estado motivadas por el propio Ebro y por el sistema Segre-Cinca-Nogueras que es su principal afluente y se deben tanto al deshielo como a lluvias generalizadas en toda la cuenca, incluso a lluvias otoñales de carácter mediterráneo que pueden descargar más de 200 mm. Si coincidían los picos de crecida de ambos la riada en la provincia de Tarragona podía ser desastrosa.
En Tortosa, cerca de la desembocadura, antes de la construcción de los pantanos de Ribarroja y Mequinenza se llegó a caudales extraordinarios, 23 484 m³/s y 9,65 m en octubre de 1907, con 3,5 metros de agua en las calles de Tortosa y de unos 20 000 m³/s en octubre de 1937. En la crecida de enero de 1961 llegó a 4580 m³/s. Hoy en día, gracias a los embalses, se evitan los desbordamientos en el curso bajo y las crecidas de periodo de retorno inferior a los 20 años pueden ser atenuadas. De hecho la máxima crecida registrada en Tortosa en los últimos años fue el 25 de enero de 1997 con 2704 m³/s y 6,56 m y no se han vuelto a superar desde entonces los 2500 m³/s

## Afluentes principales
| - Río Nela (445 hm³/año) - Río Trueba - Río Jerea (125 hm³/año) - Río Bayas (140 hm³/año) - Río Zadorra (340 hm³/año) - Río Ega (460 hm³/año) - Río Aragón (1300 hm³/año, sin contar el aporte del Esca) - Candanchú - Río Estarrún - Río Aragón Subordán - Río Veral - Río Esca - Río Onsella - Río Irati - Río Arga (250 hm³/año) - Río Arba - Río Gállego (1000 hm³/año) - Río Aurín - Río Escarra - Río Caldares - Río Aguas Limpias (soporta el pantano de la Sarra) - Río Guarga - Río Asabón - Río Sotón - Río Segre (1950 hm³/año) - Río Valira - Río Runer - Río Noguera Pallaresa (1250 hm³/año) - Río Noguera de Cardós - Río Noguera de Vallferrera - Río Noguera Ribagorzana (700 hm³/año. Volumen regulado por los pantanos Escales, Canellas y Santa Ana) - Río Cinca - Río Ara - Río Ésera (950 hm³/año) - Río Isábena - Río Vero - Río Alcanadre - Río Flumen - Río Isuela - Río Guatizalema - Río Balcez - Río Mascún - Río Cana - Río Ciurana - Río Híjar - Río Izarilla - Río Rudrón - Río Oca - Río Homino - Río Molinar - Río Oroncillo - Río Tirón - Río Oja - Río Najerilla (soporta el embalse de Mansilla) - Río Daroca - Río Iregua - Arroyo de Puente Ra - Río Mayor - Río Piqueras - Arroyo Castejón - Arroyo San Pedro - Arroyo Tamborios - Barranco Urrilla - Río Leza - Río Jubera - Río Rabanera - Río Vadillos - Río Cidacos - Río Alhama - Río Añamaza - Río Linares - Barranco De Canejada - Barranco de Carnanzún - Río Mediavilla - Río Queiles (20 hm³/año) - Río Huecha (40 hm³/año) - Río Jalón (650 hm³/año) - Río Aranda (soporta el embalse de Maidevera) - Río Isuela - Río Ribota - Río Perejiles - Río Jiloca - Río Pancrudo - Río Grío - Río Güeimil - Río Piedra (soporta el embalse de la Tranquera) - Río Mesa - Río Ortiz - Río Monegrillo - Río Nágima - Río Deza - Río Manubles - Río Carabán - Río Huerva (35 hm³/año. Soporta el embalse de Mezalocha y el de las Torcas) - Río Ginel - Río Aguasvivas (35 hm³/año. Soporta el embalse de Almochuel y el de Moneva) - Río Moyuela - Río Martín (60 hm³/año. Soporta el embalse de Cueva Foradada) - Río Guadalope (250 hm³/año. Soporta el embalse de Calanda, de 54,2 hm³ de capacidad, y el de Santolea, de 54 hm³ de capacidad) - Río Bergantes (su cuenca se encuentra ubicada en la parte septentrional de la provincia de Castellón, en la Comunidad Valenciana) - Río Guadalopillo (soporta el embalse de Gallipuén, de 4,4 hm³ de capacidad) - Río Matarraña (50 hm³/año) - Río Algars - Río Canaletas |

## Usos del agua

### Industrial
Existen 340 centrales hidroeléctricas en la cuenca con una demanda concesional estimada de 8.297 hm³. Actualmente existen en funcionamiento 250 centrales con una potencia instalada de 3.771,92 MW. En las riberas del río hay tres reactores nucleares: el de la Central nuclear Santa María de Garoña y los dos de la Central nuclear de Ascó.

### Otros usos industriales
En algunos puntos de la cuenca del Ebro como Miranda de Ebro o Flix el agua del río es utilizado en numerosos usos industriales. 470 hm³.

### Agrícola
Existen en la cuenca 783.948 ha de regadío que tienen una demanda estimada de 6.310 hm³ anuales.

### Abastecimientos
Se estima en 319 hm³ (CHE 1.992), de los cuales, 66 hm³ son destinados para la ganadería. A estas cifras hay que sumar los trasvases al Gran Bilbao y al Campo de Tarragona, 150 y 55 hm³ respectivamente. Demanda total 524 hm³.

### Deportivo
En Mequinenza, el Ebro y su confluencia con los ríos Segre y Cinca permite disponer de un campo de regatas que está considerado uno de los mejores de toda Europa por su excelente accesibilidad, su lámina de agua estable y sus instalaciones deportivas. Los equipos de Oxford y Cambridge preparan aquí su mítica regata así como diversas selecciones mundiales realizan diferentes stages de preparación para competiciones internacionales.

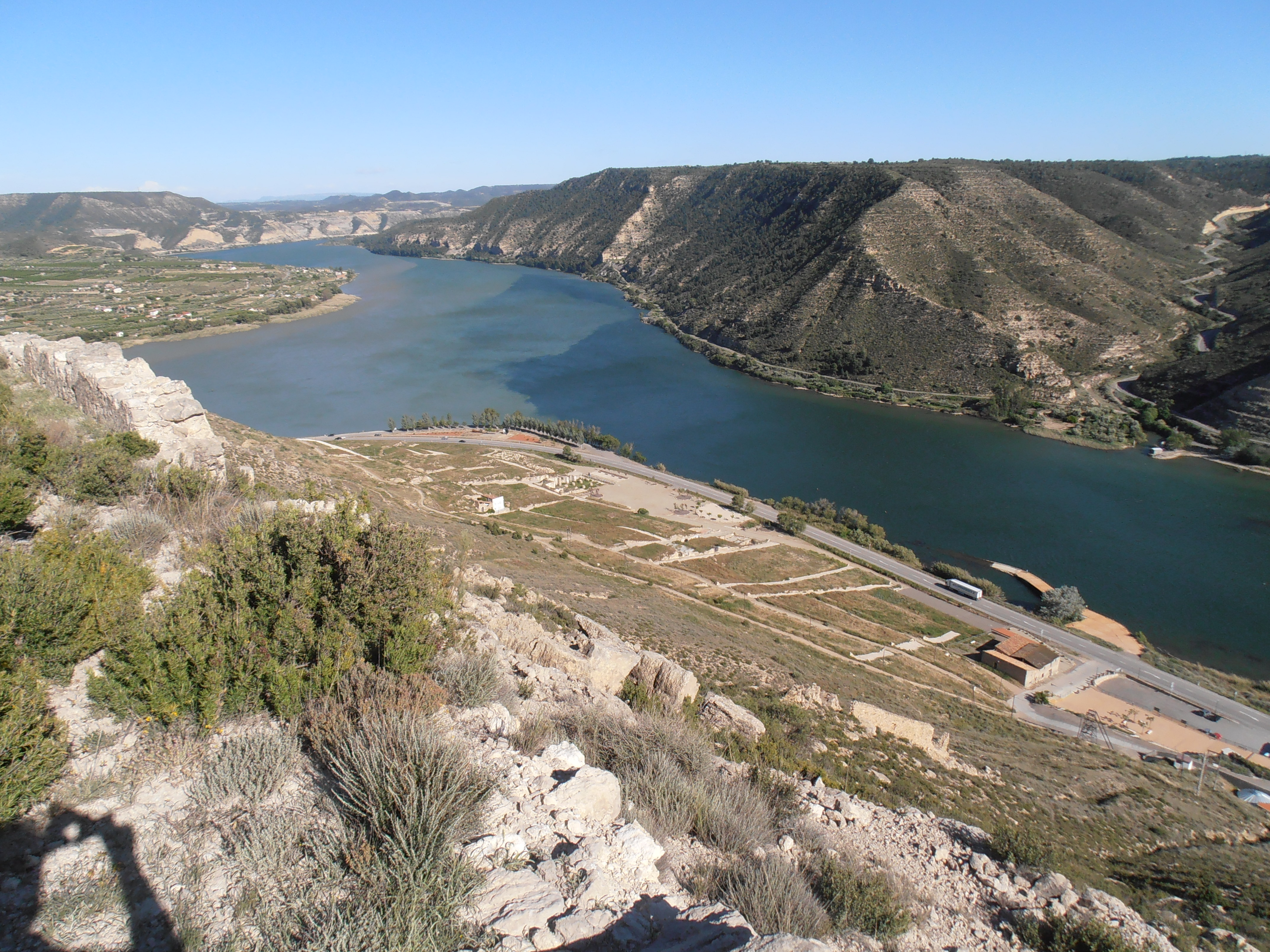
Confluencia del Ebro con el Segre y el Cinca en Mequinenza.

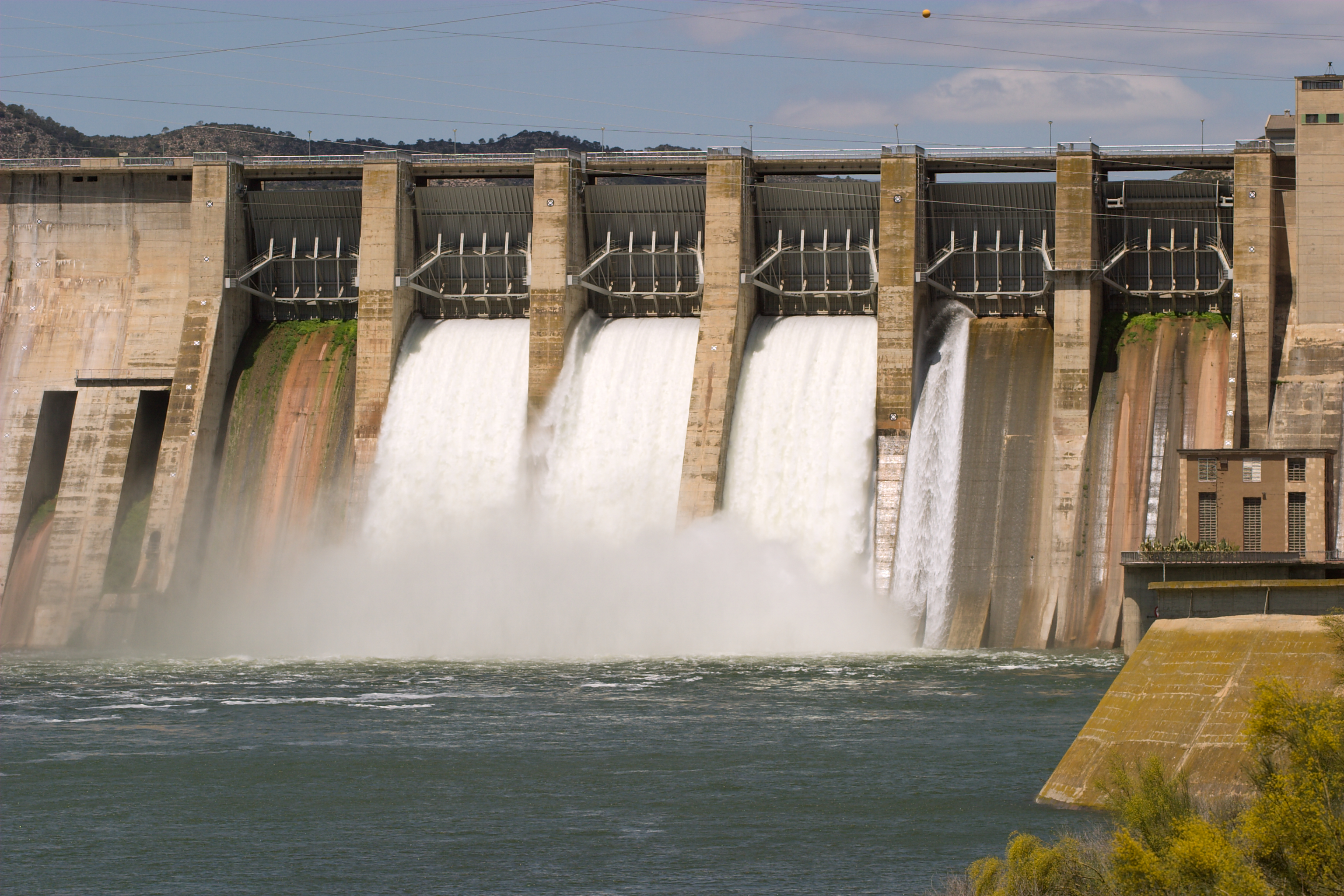
Presa de Mequinenza que da lugar al Embalse de Mequinenza conocido también como Mar de Aragón.

El Recinto Náutico del Club Capri es el paraíso para la práctica de deportes náuticos en Aragón así como sede de diferentes competiciones autonómicas y nacionales. 
La pesca en Mequinenza es también uno de los deportes más practicado puesto que las condiciones y el entorno son óptimos para este deporte. La popularidad de las aguas de Mequinenza a nivel mundial ha sido en gran parte gracias al siluro, el pez más grande de Europa que puede alcanzar los casi 3 metros de longitud y más de 100 kilos de peso. Gran muestra de ello son los diferentes récords que se han conseguido en la localidad por pescadores internacionales, posicionando con estas capturas a Mequinenza como referente de la pesca deportiva. 

## Infraestructuras hidráulicas

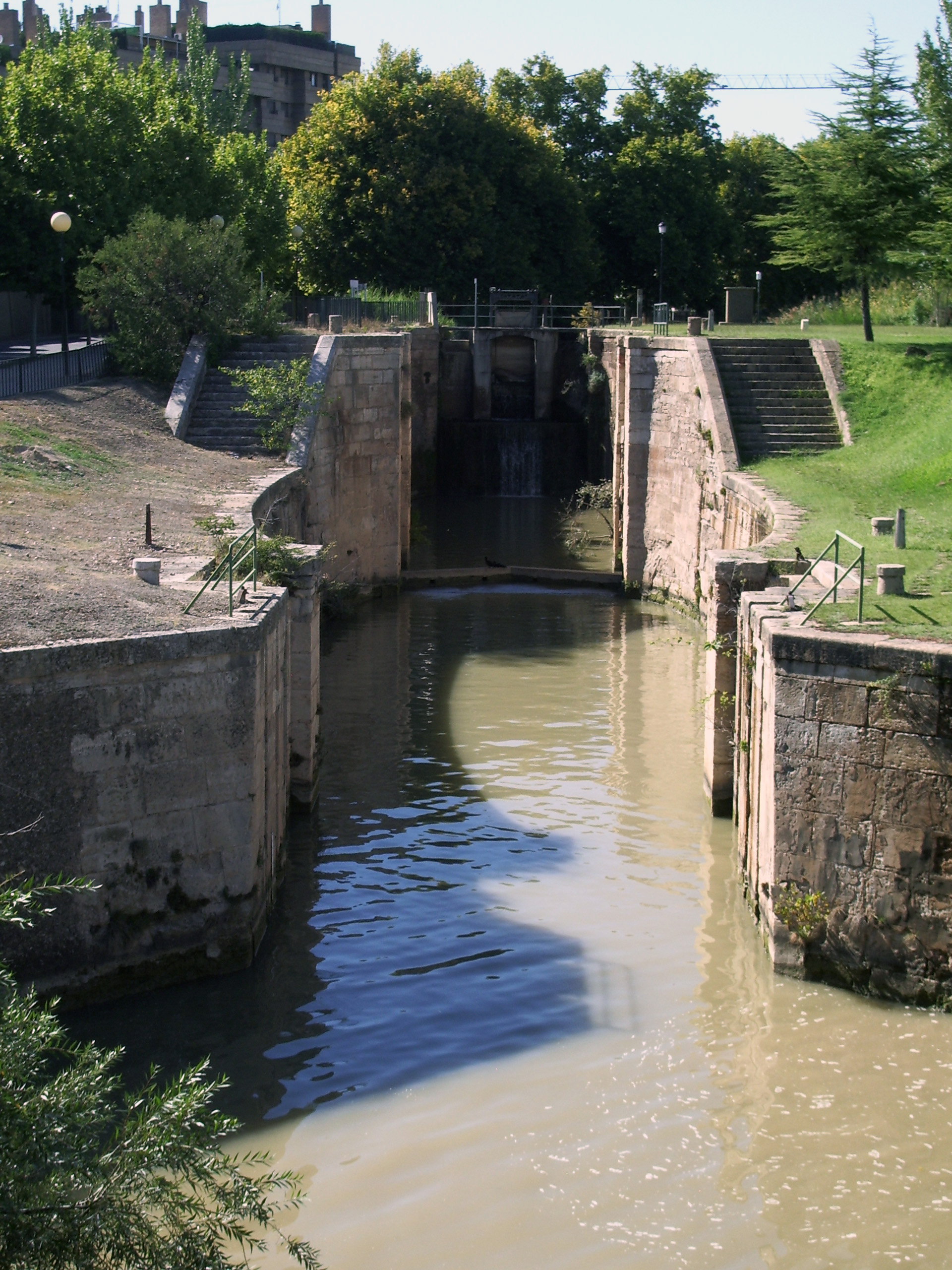
Esclusas de Casablanca del Canal Imperial de Aragón.

### Embalses sobre el cauce del Ebro
- Embalse del Ebro: 541 hm³ (1.952). Abastecimiento, regadío, hidroelectricidad.
- Embalse de Cereceda: 1,2 hm³ (1.947). Hidroelectricidad.
- Embalse de Cillaperlata. Hidroelectricidad.
- Embalse de Sobrón 20 hm³ (1.961). Hidroelectricidad.
- Embalse de Puentelarrá. Hidroelectricidad.
- Embalse de Suzana.
- Azud Fuente de los Moros - (Canal de Lodosa): 1 hm³. Hidroelectricidad.
- Azud de Tudela: 1 hm³. Regadío.
- Azud del Canal de Tauste: 1 hm³. Regadío.
- Emblase de Pignatelli o Azud de El Bocal de Fontellas: 1 hm³ (1.790). Regadío, hidroelectricidad.
- Azud Manuel Lorenzo Pardo: 1 hm³ (2008).
- Embalse de Pina: 1 hm³ (1.910). Regadío, hidroelectricidad.
- Azud de Cinco Olivas: 1 hm³. Hidroelectricidad.
- Azud de Sástago: 1 hm³. Hidroelectricidad.
- Azud de Menuza: 1 hm³. Hidroelectricidad.
- Azud del Monasterio de Ntra. Señora de Rueda: 1 hm³. Regadío.
- Embalse de Mequinenza: 1.530 hm³ (1.965). Hidroelectricidad.
- Embalse de Ribarroja: 209,56 hm³ (1.969). Hidroelectricidad.
- Embalse de Flix: 4,171 hm³. Hidroelectricidad.
- Azud de Cherta: 1 hm³. Regadío, hidroelectricidad.

### Canales
C. margen izquierda del Ebro, C. margen Derecha del Ebro, C. margen izquierda del Najerilla, C. margen derecha del Najerilla, C. de Lodosa, C. de Lodosa (riegos de invierno), Canal Imperial de Aragón, C. de Tauste, Bardenas I y II, y Canal de Aragón y Cataluña. Sistema de riegos del Alto Aragón: Sistema Monegros I, Sistema Monegros II, Canal del Cínca, Canal del Flumen.
Canales de Urgel: C. auxiliar de Urgel, C. Principal de Urgel, C. principal de Urgel (riegos de invierno), C. de Piñana. C. Segarra-Garrigas.

### Producción hidroeléctrica
- 74 centrales en la provincia de Huesca, con una potencia instalada de 847 297 kW y con una producción de 2.787.000.000 kWh.
- 30 centrales en la provincia de Zaragoza, con una potencia de 372 437 kW y con una producción de 761.000.000 kWh.
- 34 centrales en la provincia de Teruel, con una potencia instalada de 24 135 kW y con una producción de 28.000.000 kWh.
- Además de varias centrales en otras provincias.

### Trasvases
1. Ebro-Besaya: es reversible, data de 1982 y garantiza el suministro al área metropolitana de Santander-Torrelavega, así como a diversos municipios costeros de Cantabria.
2. Alto de Tornos-Cabecera del Cerneja (Nela): escasa entidad, abastece a poblaciones en la Cuenca Norte (Cantabria).
3. Cerneja-Ordunte: abastece al Gran Bilbao, data de 1961.
4. Zadorra-Arratia: abastece a Bilbao a través del salto de Barazar.
5. Alzania-Oria: escasa entidad, producción hidroeléctrica. 1927.
6. Carol-Ariége: Francia, hidroelectricidad. Devuelve los caudales.
7. Siurana-Riudecañas: Tarragona, usos agrícolas y urbanos.
8. Ebro-Campo de Tarragona: abastecimiento urbano e industrial de Tarragona, 55 hm³ en 1997.
9. Autopista del Agua: Parte del embalse del Ebro hacia Santander y Castro-Urdiales (Cantabria). Su función es garantizar el suministro veraniego a la costa cántabra. Es de gran entidad (26 hm³) y reversible.

## En las artes y la cultura popular
En la obra «Don Quijote de la Mancha» de Miguel de Cervantes, Don Quijote llega con su escudero Sancho Panza al Río Ebro en el capítulo XXIX, en donde se cuenta la famosa aventura del barco encantado.
En Navarra hay un dicho popular que dice: Ega, Arga y Aragón hacen al Ebro varón en referencia al hecho de que antes de recibir esos afluentes el río es poco caudaloso.
En Cantabria hay un antiguo dicho que decía: Ebro traidor que naces en Castilla y riegas Aragón, un claro ejemplo de que un río que nacía en Castilla aportaba un gran beneficio para un competidor como era antaño la Corona de Aragón. Este dicho hace referencia a que Cantabria pertenecía a Castilla la Vieja.

## Curiosidades

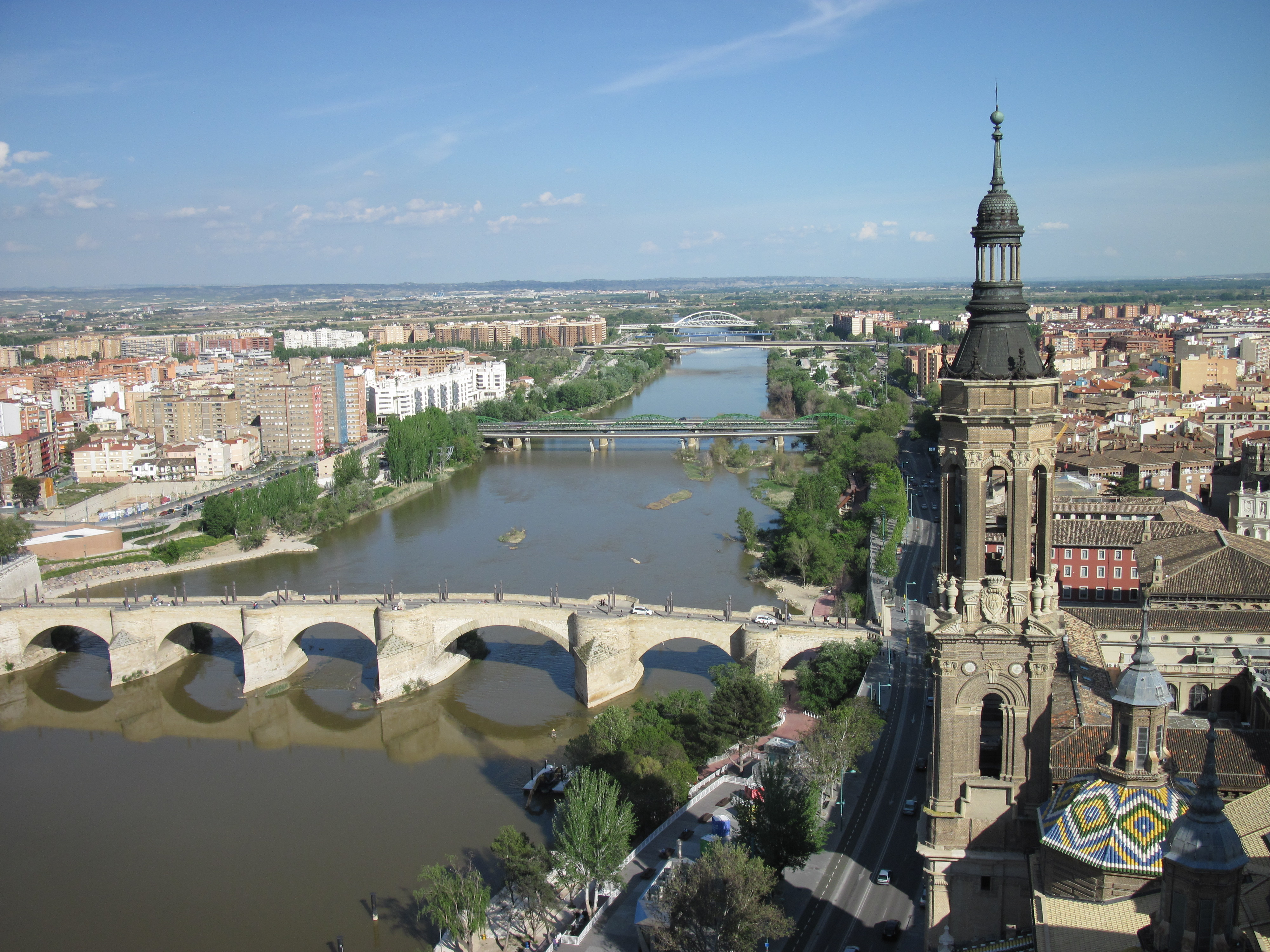
El Ebro desde lo alto del Pilar.

Es el único río español que recorre dos capitales de comunidad autónoma: Logroño y Zaragoza.
Los nombres de río «Isuela» (río de Huesca afluente del Flumen; río de Zaragoza afluente del Aranda) y «Cidacos» (con la misma pronunciación y diferente grafía: «Cidacos», río riojano y «Zidacos», río navarro) están repetidos, por la margen derecha y por la izquierda.
Entre 2006 y 2011 se han publicado estudios sobre restos de medicamentos en el Ebro, dentro del proyecto europeo Aquaterra. Se establecieron 18 estaciones de muestreo a lo largo del río, desde Álava hasta Tortosa, que detectaron gran variedad de restos farmacológicos (analgésicos, antiinflamatorios, antidepresivos, antibióticos o antihistamínicos) en el agua, en concentraciones similares a las detectadas en el Danubio o el Elba, suficientes para afectar a los organismos acuáticos. En 2011 se publicó que se habían hallado restos farmacológicos también en los sedimentos.